# Mateja Gomboc
Mateja Gomboc [matêja gómboc], slovenska pisateljica, prevajalka, avtorica učbenikov za slovenski jezik in profesorica, * 25. marec 1964, Postojna. 

## Življenje in delo
Mateja Gomboc, rojena Fornazarič, je diplomirala iz slovenskega in italijanskega jezika na Filozofski fakulteti v Ljubljani. Najprej je poučevala slovenščino in italijanščino na Srednji ekonomski in trgovski šoli v Novi Gorici, od leta 2000 pa poučuje slovenščino na Škofijski klasični gimnaziji v Ljubljani. Je tudi pomočnica urednice otroške revije Mavrica in članica uredniškega odbora pri literarni reviji Zvon. Na Ministrstvu za šolstvo in šport deluje kot spraševalka za slovenski jezik pri strokovnih izpitih. Je avtorica več učbenikov in delovnih zvezkov za slovenski jezik za srednje šole.
Ukvarja se tudi s prevajanjem iz italijanskega jezika, prevaja mladinsko leposlovje in poljudno-strokovno literaturo. Predvsem pa je pisateljica za otroke, mladino in odrasle. 
Leta 2012 je izšlo njeno prvo delo za otroke Matic in Meta vsepovsod (takoj je bilo prevedeno tudi v hrvaščino: Lucija i Marko posvuda), leta 2014 pa zbirka kratke proze za odrasle Pozneje se pomeniva in roman za odrasle Dantejeva hiša. Leta 2022 je prejela nagrado za otroško in mladinsko književnost desetnica za knjigo Balada o drevesu. Roman je bil izbran tudi v projektu Rastem s knjigo za srednje šole. Še pred tem, leta 2019, je za zgodbo V parku za gradom dobila Onino pero, literarno nagrado za najboljšo Onino zgodbo. Roman Gorica (2023) je bil izbran za Cankarjevo tekmovanje v šolskem letu 2024/25. 
Je članica Društva slovenskih pisateljev.  Živi in deluje v Ljubljani, vedno več časa pa preživi v Pedrovem, kjer so z družino kupili hišo.

### Leposlovje
- Dantejeva hiša, 2014.
- Pozneje se pomeniva, 2014.
- Balada o drevesu, 2021.
- Gorica, 2023.
- Zavladati vetru, 2024.

### Mladinsko leposlovje
- Matic in Meta vsepovsod, 2012.
- Ime mi je Jon, 2013.
- Polonca, mala in velika, 2013.
- Kdo si pa ti?, 2014.
- Tinka na kvadrat, 2014.
- Drobni koraki velikih junakov, 2015.
- Na potep v naravo, 2016.
- Matic in Meta za ohranitev planeta, 2017.
- Sposojena babica Štefi, 2022.
- Ovčka Saja v božični noči, 2022.

### Prevodi
- Kaj sploh veš o ljubezni, 2013.
- V Božji igri, 2016.
- Ne pustim te čakati, 2016.
- Sinaj, 2017.
- Gospodična Evforbija, 2017.
- Sonce med prsti, 2017.
- Nova slaščičarna Evforbija, 2018.
- Detektiv Črkovalnik, 2019.
- Drobtinice veselja, 2020.
- Velika knjiga babic in dedkov, 2021.
- Svetniki in zavetniki, 2022.

### Učbeniki
- Pisno in ustno sporazumevanje, 1999.
- Preproste besede, 2000.
- Besede 1–5 (učbeniki in delovni zvezki), 2001–2016.
- Mala slovnica slovenskega jezika, Mala vadnica slovenskega jezika, 2009–2010.
- Obvladam 1–2, 2012.
- Slovenščina - po korakih do odličnega znanja, 2019.
- Mala slovnica slovenskega jezika, Mala vadnica slovenskega jezika (prenovljeni), 2020.
- Slovenski poslovni jezik, 2021.